# HK USP

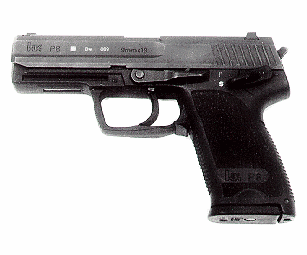
Le P8, une version de l'USP, en service dans la Bundeswehr en remplacement du Walther P1.

L’USP est un pistolet semi-automatique double action de la société allemande Heckler & Koch GmbH (H&K) de Oberndorf am Neckar, apparu en 1993 pour remplacer le pistolet P7. Le Universal Selbstlade Pistole, ou pistolet semi-automatique universel est chambré pour différents calibres et disponible en de nombreuses versions.

## Histoire
Ce pistolet bénéficie d'une conception entièrement originale, c'est-à-dire qu'il ne s'agit pas d'un ancien modèle modernisé. Il a été d'emblée conçu pour tirer le .40 S&W pour ensuite donner lieu à une version d'une puissance inférieure tirant le plus conventionnel 9 mm Parabellum, une évolution inverse à ce qui a généralement été fait sur les modèles concurrents. Les deux munitions ayant des dimensions relativement proches, la version 9 mm ne diffère que par le canon et les dimensions du chargeur.
En septembre 1989, la firme Heckler & Koch décide de concevoir une nouvelle famille de pistolets, répondant principalement aux exigences du marché américain. En 1991, les premiers prototypes de l'USP sont soumis aux tests rigoureux du programme OHWS (Offensive Handgun Weapon System), programme commandé par le Commandement des opérations spéciales des États-Unis (USSOCOM) et qui aboutit à la version tactique dérivée de l'USP : le HK Mk.23. Ce pistolet est chambré en .45 ACP uniquement et équipée d'organes de visée réglable et d'un canon spécifique qui permet d'y fixer un silencieux (USP SD).
Les prototypes de l'USP ont ensuite été affinés jusqu'en 1992, sur la base des données fournies par les essais OHWS, et le design a été finalisé en décembre de la même année par l'ingénieur Helmut Weldle. L'USP a été officiellement introduit sur le marché en janvier 1993 avec le modèle USP40 (la version de base) chambré en .40 S&W, suivi de près par l’USP9 (tirant le plus répandu 9 × 19 mm). Enfin en mai 1995, l’USP45 (calibre .45 ACP), principalement destiné au marché américain, fut commercialisé.
L'USP marque un tournant dans l'histoire de H&K, en effet, bien que le pistolet utilise des éléments de conception traditionnelle, par exemple basés sur le M1911 il se veut de conception totalement originale. Deux principes ont guidé son développement, le premier étant l'utilisation d'une carcasse en polymère, et la seconde, la création d'un pistolet innovant, et répondant aux standards les plus exigeants. Heckler & Koch a observé les points forts de ses précédents modèles pour les inclure au développement de l'USP. Par exemple, l’USP dispose du système de « decocker » du P7 qui permet de désarmer le chien par simple pression sur le levier de sécurité, mais également du mécanisme de culasse du P9S, et du système de détente utilisé dans le VP70Z. Bien que l’USP se veuille ambitieux, il reprend pourtant un dispositif de sécurité similaire à celui développé par John Browning dans ses pistolets Browning GP et M1911,.

## Conception
L'USP est un pistolet semi-automatique à verrouillage mécanique de culasse et utilisant un système à court recul de canon. Ce système assez classique de verrouillage comporte une longue patte rectangulaire située à droite de la fenêtre d'éjection, elle se loge dans la culasse et garantit la fermeture de la chambre. Quand une cartouche est tirée, les pressions générées par l’explosion de la poudre exercent une forte contrainte sur l'étui, refoulant à la fois le canon et la culasse verrouillés ensemble grâce au système décrit ci-dessus. Après 3 mm de course en arrière sans restriction, le projectile quitte le canon et la pression du gaz chute à un niveau sûr. Une patte en forme de cylindre placée derrière la face inférieure de la chambre entre alors en contact avec le bloc de verrouillage et l'extrémité de la tige de guidage du ressort de recul, abaissant l'extrémité arrière du canon et arrêtant son mouvement en arrière. Le ressort de rappel est maintenu en place par une goupille dans l’axe du levier d'arrêt de culasse et un crochet à l'avant de celle-ci. Pour une meilleure fiabilité dans les environnements hautement poussiéreux, la surface de verrouillage sur la partie supérieure avant de la patte de verrouillage du canon est conique, avec une pente vers l'avant. Cette surface conique produit une action de came qui facilite le déclenchement en présence de salissures et les débris lourds. De cette façon, l'USP partage beaucoup des caractéristiques de conception du pistolet M1911, même si améliorées pour faciliter le fonctionnement.
L'une des caractéristiques les plus importantes de l'USP est le système de réduction mécanique du recul. Ce système est intégré à l'ensemble ressort de rappel, placé sous le canon et constitué d'une masse captive de la tige de guidage du ressort. Conçu principalement pour tamponner la culasse et le canon et réduire ainsi les effets de recul sur les composants de pistolet, le système permet également de réduire jusqu'à 30 % les forces de recul ressenties par le tireur. Le système de réduction du recul de l’USP est insensible aux changements de munitions et ne nécessite aucun réglage ou entretien. Il fonctionne de manière efficace dans tous les modèles de l'USP. Utilisant ce même système de réduction de recul, les pistolets MK 23 .45 ACP testés par l’USSOCOM ont tiré plus de 30 000 cartouches +P à haute pression sans dommages ou une usure excessive des composants principaux. De même, les tests sur l’USP en conditions extrêmes ont montré qu’aucune défaillance de composant n’est apparue après plus de 20 000 cartouches de .40 S&W tirées. Les tests environnementaux MILSPEC ont permis d’évaluer l’USP en milieux à hautes et basses températures, dans la boue, immergé dans l'eau et en atmosphère saline. Dans un essai particulier, une balle a été délibérément introduite dans le canon et une autre balle a été tirée pour éliminer l'obstruction. Le canon a passé l’épreuve avec succès avec une déformation structurelle mineure et a conservé une précision convenable, comme l’ont attesté les tests suivant l’épreuve.
Les principaux composants métalliques à la fois de l'USP et du MK 23 sont inoxydables. Les surfaces métalliques extérieures, telles que la culasse en acier sont protégées par une finition «environnement hostile» au nitrure. Les pièces métalliques internes, telles que les ressorts, sont revêtues d'un agent chimique anticorrosion permettant de réduire le frottement et l'usure,.
L'USP est composé d'un total de 54 parties et se décompose en 7 composantes majeures d'entretien et de nettoyage : le canon, la culasse, le ressort de rappel, tige de guidage du ressort de rappel, la carcasse, l’arrêtoir de culasse et le magasin. Le démontage s’effectue en tirant la culasse vers l’arrière pour aligner la goupille de butée avec l'encoche de démontage sur le côté gauche de l’arme et en retirant l’axe de son logement, la culasse peut alors être séparée de la carcasse en la faisant glisser vers l’avant.

## Variantes
L'USP fut initialement construit pour tirer la cartouche de .40 S&W, mais un modèle tirant du 9mm Parabellum a été produit en même temps. En mai 1995, Heckler & Koch introduisit une variante chambrée en .45 ACP. La série « USP Compact » a été commercialisée en 1996 et est disponible en 9 mm Parabellum, .40 S&W, .45 ACP, et, exclusivement pour le modèle compact, en .357 SIG. Les autres variantes de l’USP incluent l’USP Tactical, l’USP Expert, l’USP match, l’USP Elite et l'arme de poing standard des forces armées allemandes (Bundeswehr) le P8.
L'une des caractéristiques de la gamme USP est la grande diversité des modes de fonctionnement disponibles. Il existe neuf versions disponibles dans le commerce (appelés « variantes » par HK),.
En adoptant une approche modulaire des composants internes, les fonctions de contrôle de l'USP peuvent être inversées et permettre ainsi à l’arme d’être ambidextre. L'USP peut également être converti d'un type de déclenchement à l'autre. Cela inclut la combinaison de modes à double et simple action (DA / SA) et double action seulement (DAO).
En plus d'une large sélection de modes de déclenchement, l'USP possède un levier d’éjection du chargeur ambidextre, à la base du pontet, empêchant ainsi tout actionnement accidentel. Le dessous de la poignée de l’USP est étagé, et se combine parfaitement avec le magasin conique, permettant au tireur un rechargement rapide, le chargeur étant guidé dans le puits. Sur les modèles de calibres 9 mm et .40 S&W, le chargeur est constitué de polymère renforcé avec de l'acier inoxydable. Sur l'USP.45 il est entièrement en métal. Quel que soit l’USP, une pression sur le levier d’éjection du chargeur libère celui-ci qui va glisser librement hors de l’arme. En outre, le magasin de l’USP n'a pas de fonction de verrouillage, ainsi, il est possible de tirer une cartouche chambrée même avec le chargeur enlevé. Le levier d’arrêtoir de culasse est positionné pour permettre une utilisation facile, sans changer l'emprise de la main sur la poignée.
 Variantes 1 et 2 (double action / simple action, levier de désarmement et de sécurité) 
Les variantes 1 (levier à gauche) et 2 (levier à droite) permettent à l'utilisateur de transporter le pistolet en mode simple action (armé et verrouillé) avec la sécurité manuelle engagée. Ce même pistolet, sans modification, peut être transporté en mode double action (chien rabattu), avec ou sans sécurité manuelle engagée, et avec l'avantage du levier de désarmement.
 Variantes 3 et 4 (double action / simple action, levier de désarmement, mais pas de sécurité) 
Les variantes 3 (levier à gauche) et 4 (levier à droite) sont équipées du levier de désarmement qui ne possède pas la position sécurité. Cette combinaison permet seulement de libérer le marteau, le faisant passer de la position SA à la position DA, sans faire partir le coup. Ces variantes ne possèdent donc pas de sécurité permettant d’empêcher le tir lors d’une pression sur la queue de détente.
 Variantes 5 et 6 (double action seulement, avec levier de sécurité) 
Pour un utilisateur en double action seulement, les variantes 5 (levier à gauche), 6 (levier à droite), de l'USP fonctionnent comme un révolver, avec un marteau revenant en position DA (rabattu) après chaque tir. Pour tirer, et à chaque tir, la détente doit être pressée jusqu’à ce que le marteau ait atteint son point de fin de course, puis soit libéré et aille frapper le percuteur. Les variantes 5 et 6 ont un levier de sécurité manuel.
 Variante 7 (double action uniquement, pas de levier de commande) 
La variante 7 ne possède pas de levier de commande (sécurité et decocker).
Variante 8 : jamais produite.
 Variantes 9 et 10 (double action / simple action, levier de sécurité, mais pas de désarmement) 
Les variantes 9 (levier à gauche) et 10 (levier à droite) permettent au tireur de porter le pistolet en mode simple action (armé et verrouillé) avec la sécurité manuelle engagée. Ce même pistolet, sans modification, peut être transporté en mode double action (marteau rabattu), avec ou sans sécurité manuelle engagée. Le mode double action offre une deuxième possibilité de percuter en cas d’échec du premier lâcher. Le levier de commande n'a pas de fonction de désarmement sur les variantes 9 et 10, le tireur devra donc soigneusement abaisser le marteau manuellement (ou maintenir la sécurité, retirez le magasin et éjecter toute cartouche dans la chambre avant d'abaisser le marteau).
 Variante à détente LEM  (Law Enforcement Modification en anglais) 
Développée spécialement pour le gouvernement américain, la version Law Enforcement Modification (LEM), est un USP fonctionnant en DAO (double action uniquement) avec un mécanisme de déclenchement unique. Ce mécanisme de déclenchement en double action réduit le poids de la détente entre 3,3 et 3,8 kg (33–38 N), utilisant un ressort de marteau plus puissant, la course de celui-ci en est donc raccourcie. Mis à part le mécanisme de détente, cette variante est identique à la no 7 (modèle DAO). La détente LEM utilise un marteau « pré-armé » composé d'une pièce d'armement et d'un chien extérieur. Le marteau est pré-armé quand une cartouche est chambrée. Le système LEM fournit également une meilleure fiabilité de percussion, car il utilise un ressort plus puissant.
La détente LEM peut être installée sur les USP Compacts sortis avant sa mise sur le marché - soit par un armurier agréé, soit par l'envoi du pistolet directement chez Heckler & Koch. En outre, l'USP Compact peut conserver sa sécurité extérieure, même avec la détente LEM - ce qui en fait le seul pistolet DAO modifiée avec un levier de sécurité externe, pour une plus grande tranquillité d'esprit.

### USP Custom Sport
Presque identique à l’USP standard, le custom sport est destiné à la pratique du tir sportif (sur cible). Ce modèle dispose d’un canon de qualité match, et d’une détente et d’optiques réglables.

### USP Compact

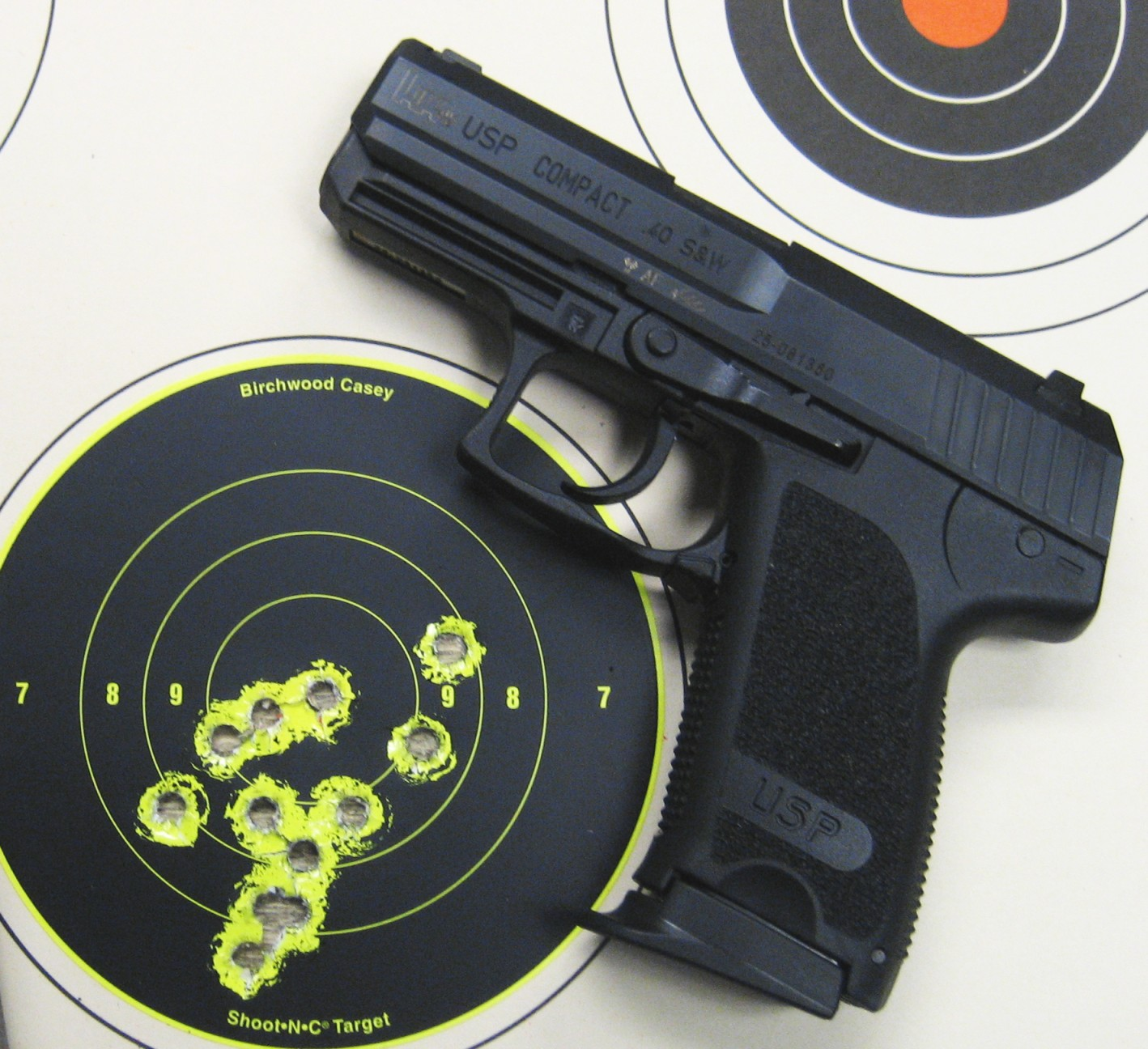
USP Compact .40 S&W.

Les premiers modèles d’USP Compact sont apparus en 1994. Il s’agit en fait d’une réduction d’échelle du modèle original, et sont disponibles dans tous les calibres de la version initiale, ainsi qu’en .357 SIG. En raison de la plus petite taille de la carcasse, les chargeurs de la variante compacte sont équipés d’une extension de poignée, pour un meilleur confort de la main du tireur. Des magasins à base classique sont également disponibles pour l’USP Compact. L’arme est livrée d’usine avec un marteau équipé d'un repose-pouce en caoutchouc. Cela réduit le risque d’accrochage avec le holster ou les vêtements lors de l’utilisation du pistolet. Toutefois, l’USP Compact ne peut être armé manuellement lorsque le marteau est totalement rabattu, celui-ci se trouvant alors à « l’intérieur » de la culasse, bien que l'opérateur puisse appuyer sur la détente environ à mi-chemin pour rendre le marteau accessible, ce qui permet de l’armer entièrement avec le pouce. Un marteau éperonné, semblable à celui du P10, peut cependant être installé en remplacement. Les différents modèles d’USP Compacts ne possèdent pas le système de réduction de recul mécanique évoqué plus haut et présent sur les modèles standards. À la place, un système de tampon de recul, plus compact, composé d'une bague de polymère captive du guide de ressort, absorbe l'énergie à la fin du déplacement de la culasse. La durée de vie estimée de cette bague de polymère est d'environ 20 000 cycles.
En plus des variantes décrites précédemment, une sécurité ambidextre est disponible à l’achat en pièces détachées directement auprès de H&K. Après installation par un armurier compétent, l'USP Compact devient effectivement aussi bien adapté à un tireur droitier que gaucher. Le double levier de sécurité et de désarmement manuel pouvant être actionné à droite ou à gauche de l’arme.
Pour effectuer une conversion de calibre, un canon de .357 Sig ou de .40 S&W peut être acheté séparément chez HK, ou dans des sociétés comme Midway USA, Jarvis, Inc. ou EFK Fire Dragon, une entreprise basée en Arizona, qui produit des accessoires pour pistolet et notamment des prêts-à-monter de conversion .357 Sig et .40 S&W pour tous les types d’USP. Ils fabriquent également des canons de calibre 9 mm, qui permettent de convertir un .40 S&W/.357 Sig en un 9 mm, mais pas un 9 mm en un .40 S&W/.357 Sig. En outre, un ressort de rappel plus puissant est nécessaire pour une conversion en .357 Sig ; ce calibre générant des pressions plus importantes. Heckler & Koch ne fabrique actuellement pas l'USP standard en .357 Sig, ce qui rend la conversion en .357 Sig pour le modèle .40 S&W fortement désirée.

### USP Tactical

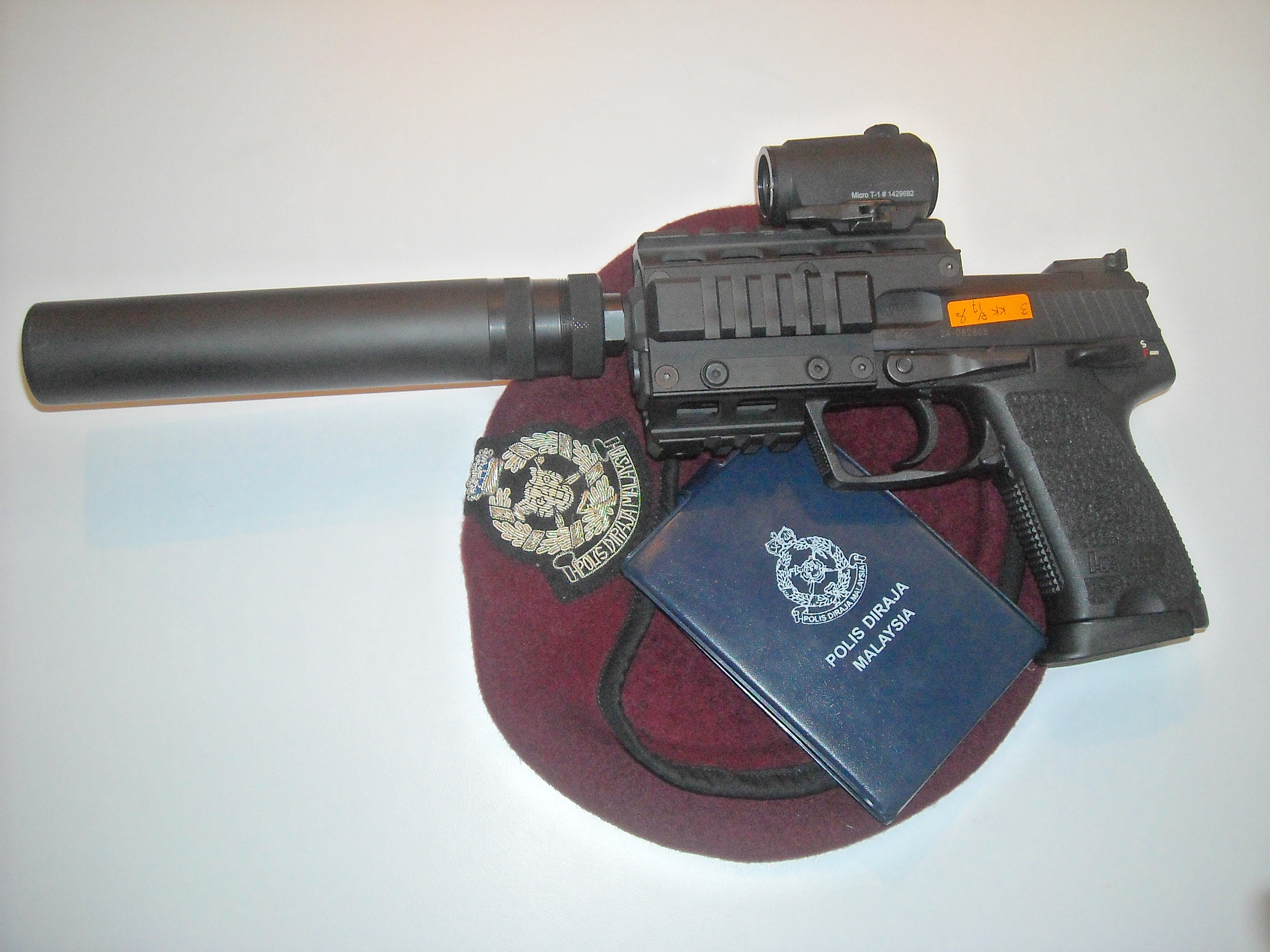
HK USP Tactical 9 mm du Pasukan Gerakan Khas, équipé d’un silencieux Brügger & Thomet, d’un rail Picatinny et d’un viseur « Aimpoint Micro T-1 ».

La version tactique de l’USP (9 mm Parabellum, .40 S & W, .45 ACP) est dotée d’organes de visée arrière entièrement réglables, le guidon est également plus haut (permettant de viser au-dessus d’un suppresseur), un canon plus long et fileté et équipé d’un joint torique, une détente de type match, et une butée de déclenchement réglable. Les silencieux conçus pour l’USP Tactical sont notamment fabriqués par Brügger & Thomet, Knight's Armament, Yankee Hill Machine (YHM) et SilencerCO. Une caractéristique unique de l’USP Tactical est que le canon est fileté à gauche (dans le sens antihoraire pour serrer), ce qui rend le pistolet incompatible avec les suppresseurs conçus pour le MK23 Mod. 0.
Les KSK de l'armée de Terre allemande, et les Kampfschwimmer (commandos amphibies) de la Deutsche Marine (marine allemande) utilisent l’USP Tactical sous la désignation "P12".

### USP Compact Tactical

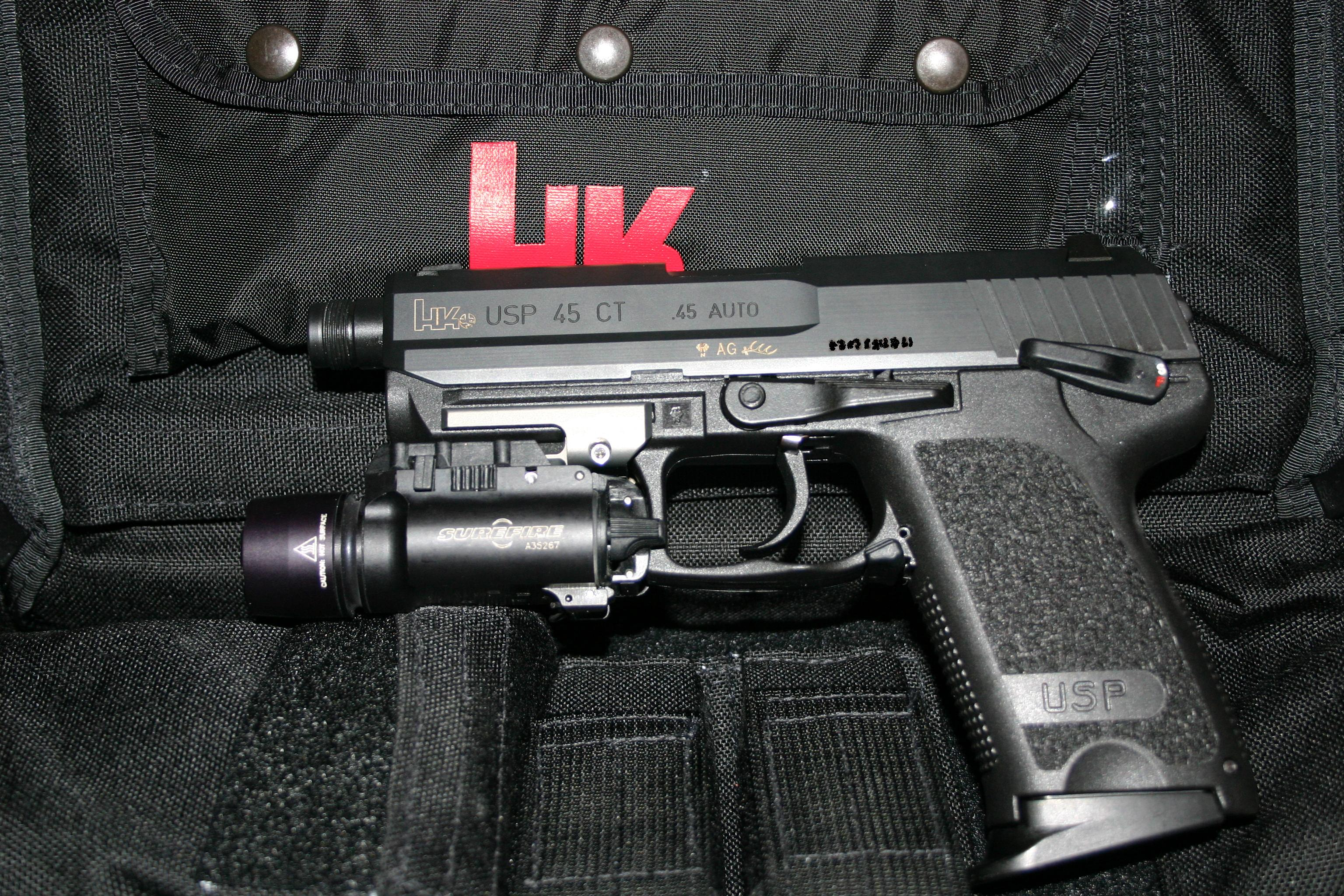
HK USP Compact Tactical .45 ACP équipé d’une lampe tactique SureFire

L’USP45CT (Compact Tactical) est une arme de poing de calibre .45 ACP développée pour les opérations spéciales de l’armée des États-Unis. Il combine les caractéristiques de l’USP45 Tactical dans un format plus petit, plus dissimulable. Les caractéristiques comprennent un canon rallongé, fileté et équipé d’un joint torique, le profil des rayures est polygonal et les organes de visée rehaussés permettent l'utilisation de silencieux. Ces deux caractéristiques sont susceptibles d'entraver l'utilisation d'étuis conçus pour les pistolets USP Compact standards. L’USP CT est chambré en calibre .45 ACP et n’existe pas en 9 mm, .40 S&W ou .357 SIG.

### USP Expert

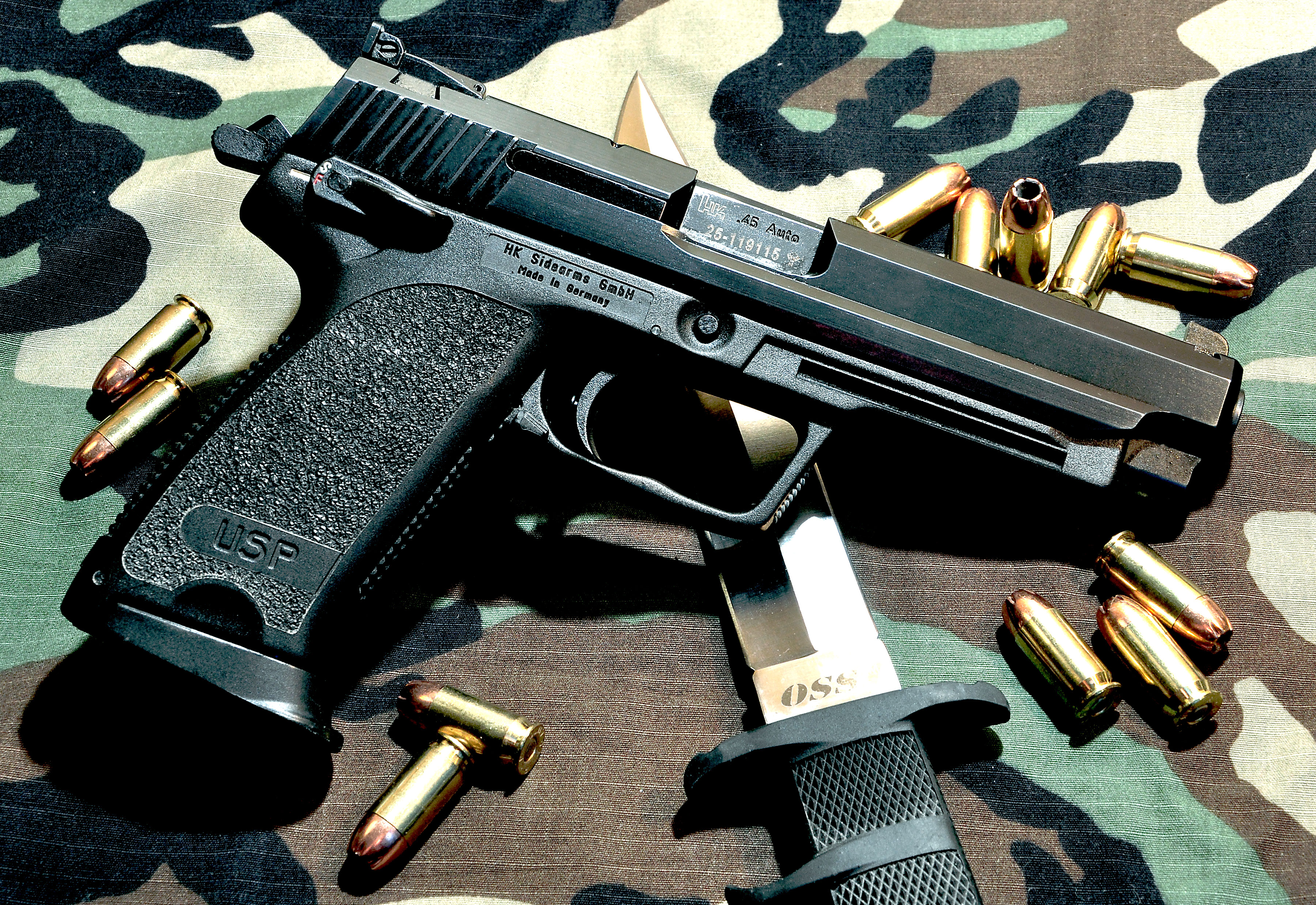
USP Expert .45 ACP

L’USP Expert (9 mm Parabellum, .40 S&W, .45 ACP), a été commercialisé en 1998 et reprend toutes les caractéristiques du modèle tactique, à l'exception du canon fileté. L'USP Expert possède également la détente de l’USP Match. Il est équipé d'une culasse en acier rallongée, qui cache presque entièrement le canon et le joint torique et ajoute de la masse pour aider à réduire le déséquilibre et le recul lors du tir. L'Expert possède des organes de visée réglables, semblables à ceux de l'USP Match, Elite, et tactical, mais la culasse diffère en ce sens que le cran de mire a été positionné plus bas. L'USP Expert peut être utilisé avec un chargeur à capacité étendue, en calibres 9 mm et .40 S&W. Les magasins à grande capacité sont en plastique transparent et contiennent 18 cartouches de calibres 9 mm ou 16 de .40 S&W. Le marteau caoutchouté était une option d'usine pour l'expert s’il devait être utilisé en accord avec les normes de l’IPSC, mais la version originale dans son état « prêt à l’emploi » ne correspondait pas à la zone de la division standard de l’IPSC.

### USP Match
L’USP match (9 mm Parabellum, .40 S&W, .45 ACP) est spécialement conçu pour le tir sportif. En plus des fonctionnalités identiques à l'Expert, le Match se distingue par la masse de son canon, plus lourde que sur les modèles standards. La version Match est livrée avec un contrepoids se fixant sur le rail tactique de la carcasse. Ce contrepoids remplace la rallonge de culasse trouvée sur l'Expert, et permet de contrebalancer le recul de l'arme, améliorant considérablement le replacement sur cible.

### USP Elite
L'USP Elite (9 mm Parabellum, .45 ACP) reprend les fonctionnalités présentes sur les modèles Tactique, Expert, et Match, et les combine avec un canon de 157 mm et une culasse de 235 mm. L'Elite inclut également des organes de visée entièrement réglables (hausse et cran de mire). Certains modèles de cette arme ont également une version légèrement plus longue de rabatteur de culasse, ou ont le mécanisme lui-même déplacé plus près de la poignée, pour un confort accru. L'Elite est un peu plus précis, mais plus long et un peu plus difficile à porter pour le personnel en uniforme que les modèles standards. La plupart des modèles d’USP Elite sont utilisés pour le tir sur cibles et peuvent être trouvés dans de nombreuses compétitions.

## Accessoires

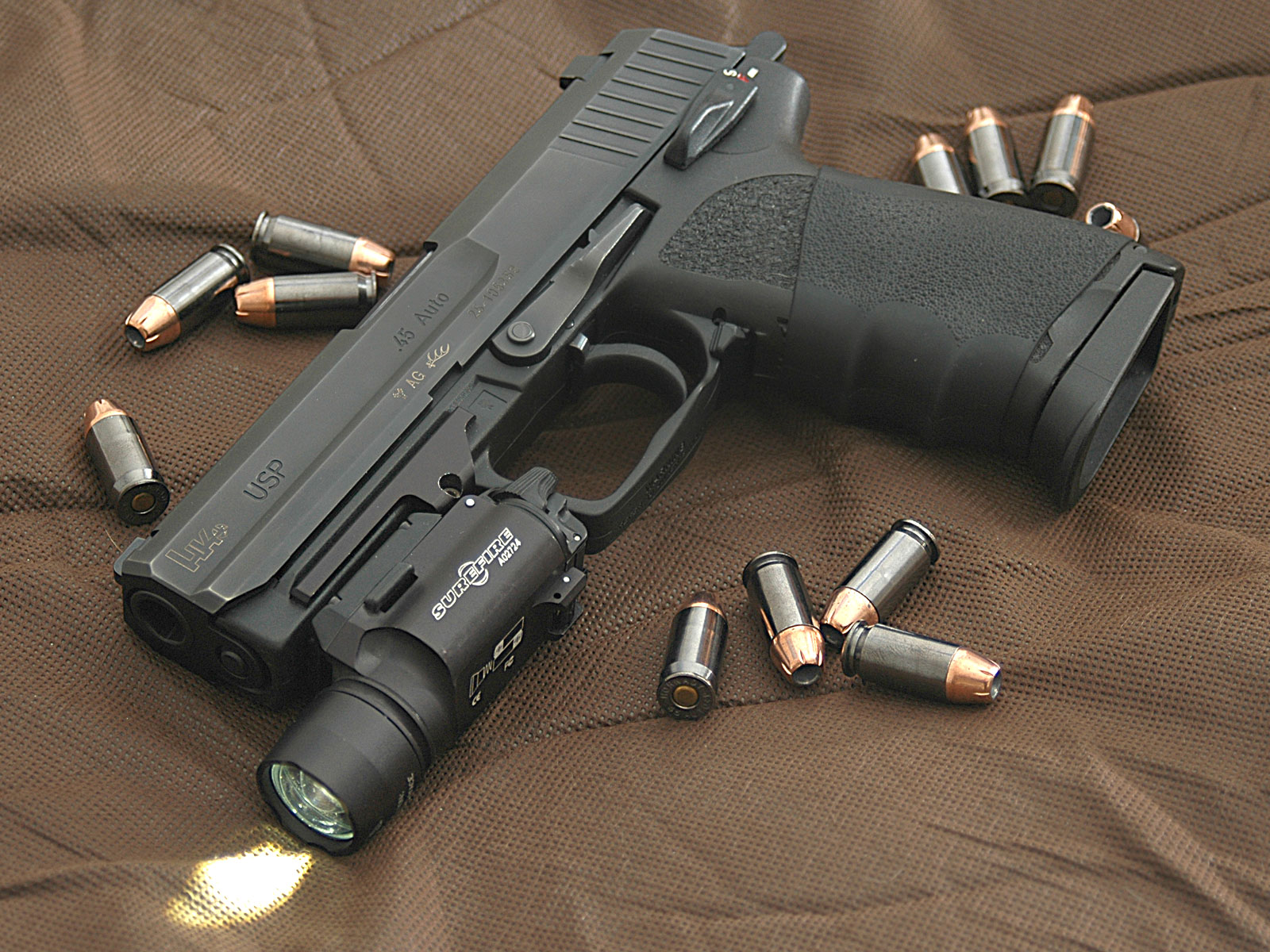
USP.45 équipé d’une lampe tactique SureFire

L'USP dispose d’un rail à l'avant du châssis, lui permettant de fixer divers accessoires tels que viseurs laser et lampes tactique. Le rail est de conception exclusive ce qui limite les options d'équipement par rapport à d'autres pistolets. On peut cependant y adapter un rail Picatinny qui le rend par conséquent beaucoup plus modulable. SureFire commercialise par exemple des adaptateurs pour l'USP et l’USP Compact qui sont compatibles avec tous leurs accessoires, GG & G produit également un adaptateur assurant la compatibilité avec la gamme TLR Streamlight de lampes et lasers tactiques. En théorie, étant donné que ces deux sociétés utilisent le standard Picatinny, les supports doivent accepter n'importe quel accessoire, mais comme l'USP possède un large pontet et qu’il n'existe pas de norme stricte pour le placement du rail, l’accessoire peut ne pas être à portée du doigt de l'opérateur.

## Tests
Comme l'USP a été développé en même temps que le MK23 SOCOM, le pistolet a subi une grande partie des tests rigoureux du programme OHWS (Offensive Handgun Weapon System), programme commandé par le commandement des opérations spéciales des États-Unis (USSOCOM). Le canon est martelé à froid en acier au chrome pour une durée de vie augmentée. Le canon des USP produits après 1994 utilise un profil de rayures polygonal, alors qu’avant cette date les modèles utilisent des rayures conventionnelles. Au cours des essais, une balle a été délibérément introduite dans le canon, une autre cartouche a ensuite été tirée pour évacuer l’obstruction. La deuxième balle chassa effectivement la première, ce qui entraîna un baguage à peine perceptible du canon. Le pistolet fut ensuite passé au banc de tir et le groupement réalisé fut mesurée à moins de 10 cm à 25 mètres.
Les essais en température extrême de l'USP ont été menés comme suit : l’arme fut congelée à −42 °C puis effectua un tir, recongelée, puis chauffée à plus de 67 °C et tira à nouveau. Ces tests de température ont été répétés plus de 20 000 fois, sans effets néfastes sur l'USP.
Le pistolet a également été soumis aux tests MIL-SPEC de l'OTAN, tests en conditions de boue et de pluie, qui ont été passés sans difficultés. L’immersion dans l'eau et en milieu salin n’a également présenté aucun problème. Les plongeurs de la Deutsche Marine ont utilisé l'USP pendant deux ans sans qu’il ne présente aucun signe de corrosion.
Les exigences de l’ANSI et du SAAMI furent largement dépassées lors des tests en mai 1990. Ils consistent notamment à lâcher l’arme, approvisionnée et chargée, chien armé, sur diverses surfaces jusqu'à ce que le coup parte. L'USP a dépassé ces exigences commerciales, ainsi que celles de l'armée et de la police allemande, y compris des tests de chute répétées de 1,8 m, sur le chien, sur une dalle de béton. Les épreuves de tir à charge augmentée, entraînant des pressions considérables dans la chambre, n'ont pas entraîné de fissures, ou de déformations, que ce soit de la chambre, du canon ou de la culasse. Les tentatives de tirer la culasse non verrouillée restèrent infructueuses.
Les tests avec une grande variété de munitions ont prouvé que l'USP répond à ces normes élevées. Pendant la phase de test de l’USP, il a été montré que le système de réduction de recul réduit la force exercée sur la poignée à environ 300 newtons (30 kg). La force maximale sur les pistolets à carcasse polymère concurrents de calibre .40 S&W étant d’environ 5 000 newtons (500 kg). Le principal avantage de la réduction du choc est une diminution de l'usure des composants du pistolet, notamment pour l’utilisation de cartouches +P à haute pression. La réduction des forces de recul contribue également à un meilleur confort pour le tireur, bien que la «sensation de recul » soit subjective.

## Contrats

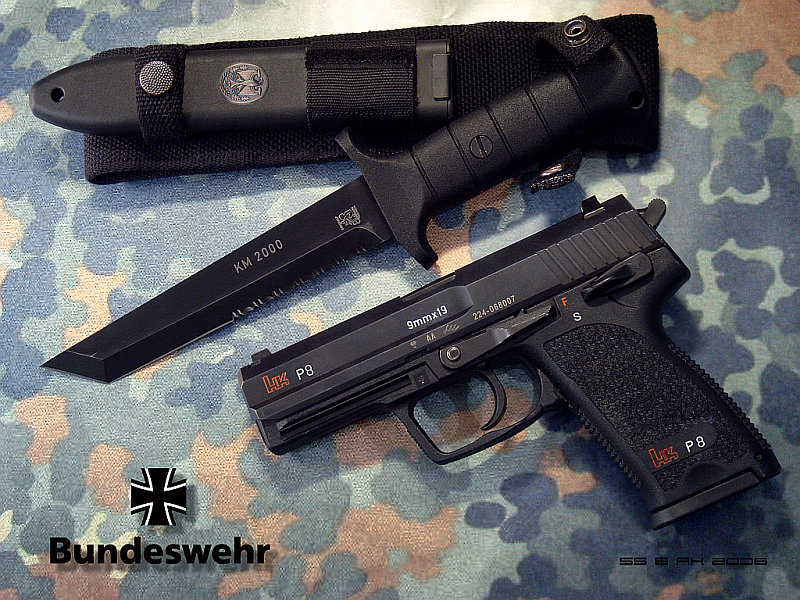
Couteau KM2000 et pistolet P8 de la Bundeswehr

En Allemagne la Bundeswehr a adopté l’USP en 1994, sous la dénomination P8. Le P8 ne diffère que très peu de l’original : son magasin est en plastique transparent, le levier de sécurité est inversé (sur le P8, la position de sûreté « S » est en bas, et la position de tir « F » en haut, contrairement à l’USP), et les lettres « S » et « F » sont imprimées sur la carcasse plutôt que sur le levier lui-même. Le canon du P8 est équipé de rayures conventionnelles et non pas polygonales. De même que les forces spéciales allemandes utilisent l'USP Tactical .45 sous le nom de P12.
Le P10, adopté par de nombreuses forces de police allemandes, est en fait un USP Compact équipé d'un marteau « dépassant » de la culasse en position rabattu. Il permet ainsi à l’utilisateur d’armer son arme sans avoir à appuyer sur la détente. Les P8 et P10 sont chambrés en 9 × 19 mm Parabellum (9 mm OTAN) uniquement,.
Le 24 août 2004, SIGARMS et Heckler & Koch Défense ont remporté plusieurs contrats majeurs avec le département de la Sécurité intérieure des États-Unis. L’ensemble des contrats a été évalué à 26,2 millions de dollars. Les pistolets HK concernés étaient le HK P2000 ainsi que sa version sub-compact, et l’USP Compact/LEM. La détente LEM est en fait la version de H&K de la détente DAK de SIG et vice-versa. Selon la firme, la détente LEM permet d’effectuer des tirs plus rapides et de revenir plus rapidement en position sur la cible qu’une détente double action standard, ceci en raison d’un poids de déclenchement plus faible (3,3 à 3,8 kg) et d’une course de détente plus courte que les DAO concurrents.
Données numérique du P8
- Encombrement (longueur totale et masse à vide) : 19,4 cm pour 780 g.
- Canon : 10,8 cm.
- Chargeur : 15 cartouches de 9 mm OTAN.

Données numérique du P10
- Encombrement (longueur totale et masse à vide) : 17,3 cm pour 648 g.
- Canon : 9,1 cm.
- Chargeur : 13 cartouches de 9 mm OTAN.

## Utilisateurs
- Algérie
  - Forces spéciales
- Allemagne
  - Bundeswehr (P8)

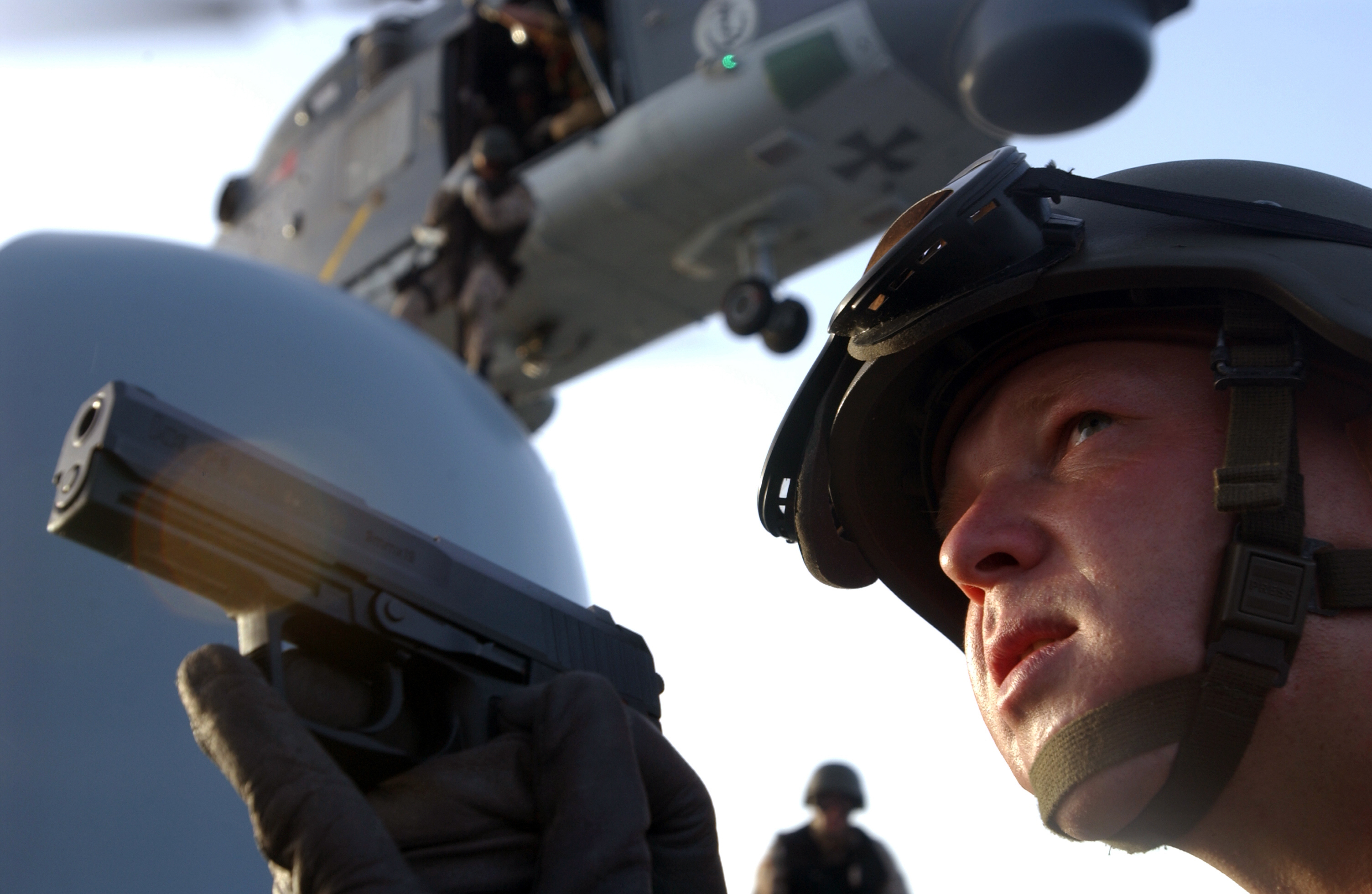
Un commando marine allemand de la frégate FGS Augsburg (F213) équipé de son P8. Ce soldat sécurise le pont pendant que ses coéquipiers contrôlent le cargo.

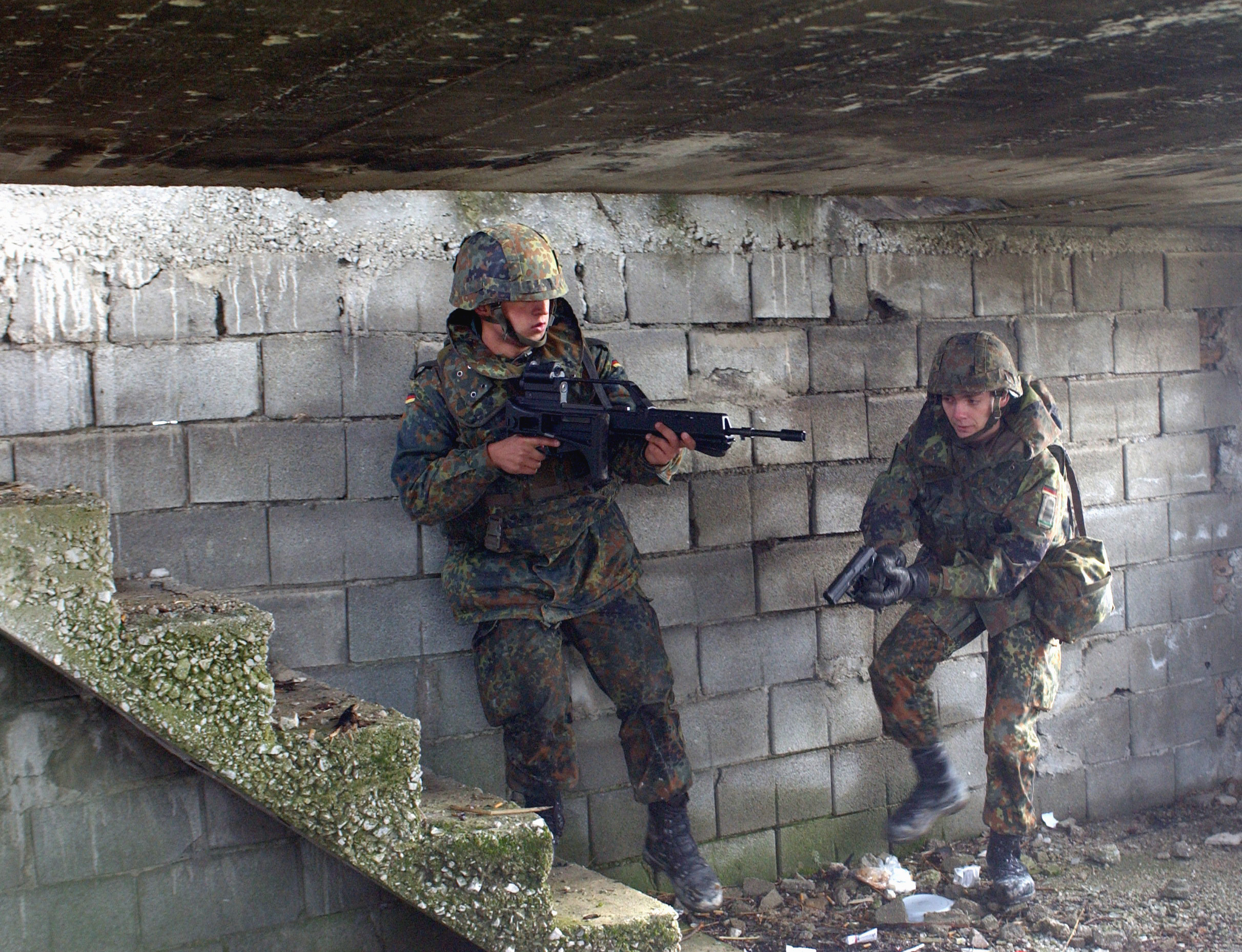
Soldats allemands équipés d’un fusil d’assaut HK G36 et d’un P8 lors d’un exercice militaire.

  - Nageurs de combat allemands (P8 et P12 - .45 ACP avec silencieux)
  - Kommando Spezialkräfte (P8 et P12)
  - Landespolizei du Bade-Wurtemberg, de la Bavière, de la  Sarre et de la Thuringe (P10)
- Argentine :
  - GEOF (.45 ACP)
  - Hawk Special Operations Brigade (.45 ACP)
- Australie
  - Australian Special Air Service Regiment (9 mm USP, .40 S&W USP, .45 ACP USP Tactical)
  - Western Australia Police Tactical Response Group (.40 S&W)
- Danemark
  - Frømandskorpset (9 mm) en remplacement du Sig P210.
- Estonie
  - Armée estonienne(9 mm) en remplacement du Makarov PM.
- Lituanie
  - Armée lituanienne (9 mm) en remplacement du Makarov PM.
- France
  - Les groupes de recherche aéroportée et d'actions spécialisées (RAPAS) du 1er RPIMa et les escadrons du 13e RDP ont en dotation des USP Tactical. L'USP Compact est en service dans la gendarmerie maritime et la marine nationale françaises en remplacement du PSA MAC 50 sous le nom de PA HK Marine. Une partie des Commandos marine de Lorient est équipée de la version standard, l'autre du Glock 17. Les pilotes de chasse de l'armée de l'air sont aussi munis de ce type de pistolet. Le groupement commandos parachutiste (GCP) ont en dotation des USP et USP Compact.
- Hongrie
  - Rendõri Kulonleges Szolgalat (9 mm)
- Irlande
  - Forces de Défense irlandaises (9 mm)
- Japon
  - Special Assault Team (9 mm)[24]
- Corée du Sud (9 mm Tactical)
  - ROK Army 707th Special Mission Battalion
  - Korean National Police Special Weapons And Tactics (SWAT)
  - Korean Coast Guard Sea Special Assault Team (SSGT)
- Malaisie
  - Police royale malaisienne, Malaisie orientale (9 mm)
  - Pasukan Gerakan Khas (9 mm, USP Compact, USP Tactical)
  - 10 Paratrooper Brigade (9 mm)
- Mexique
  - Armée de terre mexicaine (.45 ACP)
  - Marine mexicaine (.45 ACP)
  - Mexican Marine Corps (9 mm, .45 ACP)
  - Federal Police (9 mm, .45 ACP)
- Norvège (9 mm avec des B&T silencieux)
  - Forsvarets Spesialkommando (FSK)
  - Hærens Jegerkommando
  - Marinejegerkommandoen
- Pologne
  - GROM
  - 1 Pułk Specjalny Komandosów USP SD 9 mm
- Portugal
  - Police militaire de la Force aérienne portugaise (USP/USP Compact en 9 mm)
- Espagne
  - Corps national de police d'Espagne (9 mm, USP Compact)
- Suisse
  - Kantonspolizei Bâle-Campagne (9 mm, USP Compact)
- Thaïlande
  - Nageurs de combat thaïlandais
- États-Unis
  - Département de la Sécurité intérieure des États-Unis (.40 S&W, USP Compact/LEM)

## Culture populaire
Selon le site Internet Movie Firearms Database, le HK USP est notamment présent dans de nombreuses œuvres.

### Jeux vidéo
L'USP apparaît dans plusieurs jeux vidéo :
- Call of Duty présent dans plusieurs épisode sous le nom USP 45
- Tom Clancy's Rainbow Six: Siege
- Counter-Strike et ses suites, dans Counter-Strike 2 c'est la version Tactical qui est représentée
- Half-Life 2
- Half-Life 2: Episode One
- Half-Life 2: Episode Two
- Half-Life 2: Lost Coast (dans la série de jeu Half-Life il porte le nom de pistolet 9mm)
- Metal Gear Solid 2: Sons of Liberty
- Tom Clancy's Rainbow Six, Tom Clancy's Rainbow Six 2: Rogue Spear et Tom Clancy's Rainbow Six 3: Raven Shield(en version .40 et .45)
- F.E.A.R. (dans lequel l'USP40 porte le nom de Rakow AT-14)
- Ghost Recon Phantoms (en version.45)
- Resident Evil 5 (en version P8)
- Tomb Raider
- Honkai impact 3rd

### Cinéma
- Dans l'anime Full Metal Panic! figure la version P8).
- C'est l'arme de Vincent, le tueur à gages incarné par Tom Cruise dans le film Collatéral.
- La version « Match » appararaît dans:
  - Lara Croft : Tomb Raider
  - Lara Croft : Tomb Raider, le berceau de la vie
  - Resident Evil: Retribution
  - Hot Fuzz.
  - Underworld : Evolution
  - Blood Diamond
  - Tomb Raider

### Télévision
Les HK USP et HK USP Compact arment de nombreux personnages dans diverses séries :
- Alerte Cobra
- GSG 9.
- Les Experts, où c'est l'arme du capitaine Jim Brass du LVPD
- Les Experts : Miami dans laquelle elle est portée par Eric Delko (enquêteur scientifique du Miami-Dade Police Department)
- Sons of Anarchy, où le biker irlando-américain Clay Morrow utilise un USP Expert
- "The Unit"
- Burn Notice où c'est l'ex-agent de la CIA Michael Western qui fait souvent feu avec un HK USP Compact
- 24 Heures Chrono

## Sources
- (en) Cet article est partiellement ou en totalité issu de l’article de Wikipédia en anglais intitulé « Heckler & Koch USP » (voir la liste des auteurs) récoupé et complété par la lecture de L'Encyclopédie illustrée des pistolets, revolvers, mitraillettes & pistolets mitrailleurs, Terres éditions, 2013 (traduction française d'un ouvrage collectif anglais).